# Marsupilami
Marsupilami je izmišljena žival, ki jo je ustvaril André Franquin leta 1952. Njegovo ime je sestavljeno iz besed  Marsupialia in ami, kar je francoska beseda za prijatelja.